# Nikaya
Nikaya er et begreb på sanskrit og pali som betyder "gruppe" eller "samling". Begrebet anvendes primært på to måder: for at referere til nogen af de mange sutrasamlinger (tekstsamlinger) indenfor buddhismen, især de tekstsamlinger som findes i palikanonen. Udtrykket bruges også som en erstatning for hinayana, for at referere til de 18 specialiseringer af buddhismen som fandtes i Indien.

### Trykte kilder
- Buswell Jr., Robert E.; Lopez Jr., Donald S. (2014). The Princeton Dictionary of Buddhism. Princeton University Press. ISBN 978-0-691-15786-3.